# کیش‌اچت
کیش‌چِت (به مجاری:  Kisecset) یک شهرداری در مجارستان است که در ناحیه رتشاگ واقع شده‌است. کیش‌چت ۸٫۶۳ کیلومتر مربع مساحت و ۲۰۸ نفر جمعیت دارد.